# Synodontis longirostris
Synodontis longirostris, é uma espécie de bagre invertido que é nativo da República Democrática do Congo, onde ocorre na Bacia do Congo.  Foi descrito pela primeira vez pelo zoólogo britânico-belga George Albert Boulenger em 1902, a partir de espécimes obtidos no rio Ubangi em Banzyville.  O nome da espécie longirostris vem da palavra latina longus, que significa "longo", e da palavra latina rostrum, que significa focinho, referindo-se ao focinho longo nesta espécie.

## Descrição
Como todos os membros do gênero Synodontis, S. longirostris tem uma forte cápsula óssea na cabeça que se estende até o primeiro espinho da nadadeira dorsal.  A cabeça contém uma protusão externa estreita, óssea e distinta, chamada processo umeral. A forma e o tamanho do processo umeral auxiliam na identificação da espécie. Em S. longirostris, o processo umeral é áspero, muito mais longo do que largo e pontudo na extremidade.
O peixe tem três pares de barbilhos. Os barbilhos superiores estão localizados na mandíbula superior e dois pares de barbilhos inferiores estão localizados na mandíbula. O barbilho maxilar é reto, sem ramos, sem membrana na base. Estende-se sobre meio comprimento da cabeça.  O par externo de barmil milhões mandibulares tem um pouco menos de duas vezes o comprimento do par interno. Eles têm ramos curtos.
As bordas frontais das nadadeiras dorsais e peitorais da espécie Syntontis são endurecidas em espinhos rígidos. Em S. longirostris, a espinha da barbatana dorsal tem cerca de dois terços do comprimento da cabeça, ligeiramente curvada, lisa na frente e serrilhada nas costas. A porção restante da barbatana dorsal é composta por sete raios ramificados. A espinha da barbatana peitoral é ligeiramente mais comprida do que a espinha dorsal e serrilhada em ambos os lados. A barbatana adiposa é 3 vezes mais longa do que profunda. A barbatana anal contém quatro raios não ramificados e seis ramificados, e é obtusamente pontiagudo na frente. A cauda, ou barbatana caudal, é profundamente entalhada.
Todos os membros do Syndontis têm uma estrutura chamada almofada dentária pré-maxilar, que está localizada na parte frontal da mandíbula superior da boca. Essa estrutura contém várias fileiras de dentes curtos em forma de cinzel. Em S. longirostris, a almofada dentária forma uma faixa curta e larga. Na mandíbula, ou mandíbula, os dentes de Syndontis são fixados a estruturas semelhantes a talos flexíveis e descritos como "em forma de s" ou "em forma de gancho". O número de dentes na mandíbula é usado para diferenciar entre as espécies; em S. longirostris, existem cerca de 24 dentes na mandíbula.
A cor da base do corpo é marrom-oliva, com grandes manchas pretas redondas em três séries no corpo.
O comprimento total máximo da espécie é de 66 cm (26 in).  Geralmente, as fêmeas do gênero Synodontis tendem a ser ligeiramente maiores do que os machos da mesma idade.

## Habitat e comportamento
Na natureza, a espécie é conhecida em toda a bacia do rio Congo, com exceção dos afluentes do sul. A espécie é colhida para o comércio de aquários.  Os hábitos reprodutivos da maioria das espécies de Synodontis não são conhecidos, além de alguns casos de obtenção de contagem de ovos de fêmeas grávidas. A desova provavelmente ocorre durante a estação das cheias entre julho e outubro, e os pares nadam em uníssono durante a desova. A taxa de crescimento é rápida no primeiro ano, depois diminui à medida que os peixes envelhecem.